# Данилов, Михаил Владимирович
Михаил Владимирович Данилов (род. 5 ноября 1946, Москва) — советский и российский учёный в области физики элементарных частиц, доктор физико-математических наук, академик РАН (2016). Профессор (1993), руководитель программы «Фундаментальные взаимодействия и физика элементарных частиц» МФТИ.
Член консультативного комитета программы SSC (1990—1992), член комитета CERN по стратегическому планированию (1993—1998), член научного совета DESY (с 2000), член научно-технического комитета, председатель подкомитетов (1997—2007) Министерства Российской Федерации по атомной энергии. Соруководитель Института передовых исследований в Университете Калифорнии (Санта-Круз) (2000, 2002).
Входит в список пяти наиболее цитируемых российских учёных.

## Биография
В 1970 году окончил физический факультет Московского университета по кафедре физики элементарных частиц. В 1973 году окончил аспирантуру Института теоретической и экспериментальной физики (ИТЭФ).
В 1973—1981 годах работал инженером в ИТЭФ.
В 1978 году защитил диссертацию на соискание учёной степени кандидата физико-математических наук по теме «Исследование упругого рассеяния назад отрицательных пионов на протонах при импульсах 25 и 38 ГэВ/с».
В дальнейшем в ИТЭФ работал старшим научным сотрудником (1981—1989), ведущим научным сотрудником (1989—1991) и заместителем директора (1991—1997).
В 1987 году открыл осцилляции нейтральных B-мезонов.
В 1990 году защитил диссертацию на соискание учёной степени доктора физико-математических наук по теме «Распады мезонов, содержащих тяжелые кварки».
С 1993 года — профессор, в дальнейшем заведующий кафедрой фундаментальных взаимодействий и физики элементарных частиц Физтех-школы физики и исследований им. Ландау МФТИ.
В 1992—1998 годах — заместитель председателя, в 1998—2004 годах — председатель российской государственной программы «Фундаментальная ядерная физика».
В 1997 году избран членом-корреспондентом РАН.
В 1997—2001 годах — директор ИТЭФ, в 2001—2013 годах — заместитель директора по научно-исследовательской работе.
В 2012—2017 годах заведовал кафедрой экспериментальной ядерной физики и космофизики МИФИ
В 2013 — октябре 2015 годов — и. о. главного научного сотрудника ИТЭФ. Уволен с должности с формулировкой «Вакансий, соответствующих Вашей квалификации, в настоящее время нет»).
С 2016 года — главный научный сотрудник лаборатории тяжёлых кварков и лептонов ФИАН.
В 2016 году избран академиком РАН.

## Общественная позиция
В феврале 2022 года подписал открытое письмо российских учёных и научных журналистов с осуждением вторжения России на Украину и призывом вывести российские войска с украинской территории.

## Отзывы
Физик Андрей Ростовцев отзывается о Данилове следующим образом: «В конце 90-х он был директором ИТЭФ, буквально поднял его из руин, увеличив бюджет раз в десять, руководил множеством экспериментов в области B-мезонов. Чем не угодил, у него догадок тоже нет».

## Награды
- Медаль ордена «За заслуги перед Отечеством» II степени (15 февраля 2024 года) — за большой вклад в развитие отечественной науки, многолетнюю плодотворную деятельность и в связи с 300-летием со дня основания Российской академии наук[11]
- Премия Макса Планка Общества Макса Планка и Фонда Гумбольдта (1996)
- Премия имени Карпинского Фонда Тёпфера (1998)